# Wau, Nam Sudan
Wau là một thành phố ở Nam Sudan, thủ phủ bang Tây Bahr el Ghazal. Nó nằm cách thủ đô Juba khoảng 650 km về phía bắc.

## Lịch sử
Wau được người Pháp thành lập với tên gọi Fort Desaix và sau đó trở thành căn cứ của những thương nhân nô lệ vào thế kỷ 19. Trong thời kỳ Sudan thuộc Anh-Ai Cập, thành phố đã trở thành một trung tâm hành chính quan trọng.
Trong cuộc Nội chiến Sudan lần thứ hai, đây là nơi đóng quân của Lực lượng vũ trang Sudan. Các cuộc giao tranh đã diễn ra trên diện rộng vào mùa xuân năm 1998, khiến người Dinka trong thành phố chạy về phía đông.
Năm 2010, Bộ Nhà ở, Quy hoạch Vật chất và Môi trường đề xuất định hình lại thành phố với hình dạng hươu cao cổ.

## Nhân khẩu
Nhiều dân tộc khác nhau sinh sống trong thành phố. Phần lớn cư dân là người Luo và người Fertit.

### Dân số
Năm 2008, Wau là đô thị lớn thứ ba ở Nam Sudan sau thủ đô Juba và Malakal, thủ phủ bang Thượng Nin. Khi đó, dân số thành phố được ước tính là khoảng 128.100 người. Đến năm 2011, con số này tăng lên thành 151.320.
| Năm  | Dân số  |
| ---- | ------- |
| 1973 | 52.800  |
| 1983 | 58.000  |
| 1993 | 84.000  |
| 2010 | 128.100 |
| 2011 | 151.320 |

## Khí hậu
Wau có khí hậu xavan nhiệt đới (phân loại khí hậu Köppen Aw). Thành phố có hai mùa: mùa khô từ tháng 11 đến tháng 3, và mùa mưa vào các tháng còn lại trong năm.
| Dữ liệu khí hậu của Wau, Nam Sudan       | Dữ liệu khí hậu của Wau, Nam Sudan | Dữ liệu khí hậu của Wau, Nam Sudan | Dữ liệu khí hậu của Wau, Nam Sudan | Dữ liệu khí hậu của Wau, Nam Sudan | Dữ liệu khí hậu của Wau, Nam Sudan | Dữ liệu khí hậu của Wau, Nam Sudan | Dữ liệu khí hậu của Wau, Nam Sudan | Dữ liệu khí hậu của Wau, Nam Sudan | Dữ liệu khí hậu của Wau, Nam Sudan | Dữ liệu khí hậu của Wau, Nam Sudan | Dữ liệu khí hậu của Wau, Nam Sudan | Dữ liệu khí hậu của Wau, Nam Sudan | Dữ liệu khí hậu của Wau, Nam Sudan |
| Tháng                                    | 1                                  | 2                                  | 3                                  | 4                                  | 5                                  | 6                                  | 7                                  | 8                                  | 9                                  | 10                                 | 11                                 | 12                                 | Năm                                |
| ---------------------------------------- | ---------------------------------- | ---------------------------------- | ---------------------------------- | ---------------------------------- | ---------------------------------- | ---------------------------------- | ---------------------------------- | ---------------------------------- | ---------------------------------- | ---------------------------------- | ---------------------------------- | ---------------------------------- | ---------------------------------- |
| Cao kỉ lục °C (°F)                       | 41.1 (106.0)                       | 42.2 (108.0)                       | 43.5 (110.3)                       | 42.0 (107.6)                       | 41.5 (106.7)                       | 38.5 (101.3)                       | 36.5 (97.7)                        | 36.7 (98.1)                        | 40.0 (104.0)                       | 39.2 (102.6)                       | 38.5 (101.3)                       | 39.5 (103.1)                       | 43.5 (110.3)                       |
| Trung bình ngày tối đa °C (°F)           | 35.5 (95.9)                        | 37.1 (98.8)                        | 38.1 (100.6)                       | 37.4 (99.3)                        | 35.3 (95.5)                        | 32.9 (91.2)                        | 31.4 (88.5)                        | 31.4 (88.5)                        | 32.6 (90.7)                        | 33.8 (92.8)                        | 35.2 (95.4)                        | 35.2 (95.4)                        | 34.7 (94.5)                        |
| Trung bình ngày °C (°F)                  | 26.8 (80.2)                        | 28.5 (83.3)                        | 30.4 (86.7)                        | 30.6 (87.1)                        | 29.3 (84.7)                        | 27.5 (81.5)                        | 26.3 (79.3)                        | 26.2 (79.2)                        | 26.8 (80.2)                        | 27.4 (81.3)                        | 27.4 (81.3)                        | 26.5 (79.7)                        | 27.8 (82.0)                        |
| Tối thiểu trung bình ngày °C (°F)        | 19.1 (66.4)                        | 19.9 (67.8)                        | 22.7 (72.9)                        | 23.8 (74.8)                        | 23.2 (73.8)                        | 22.0 (71.6)                        | 21.2 (70.2)                        | 21.0 (69.8)                        | 21.0 (69.8)                        | 21.0 (69.8)                        | 19.6 (67.3)                        | 17.9 (64.2)                        | 20.9 (69.6)                        |
| Thấp kỉ lục °C (°F)                      | 9.3 (48.7)                         | 12.5 (54.5)                        | 14.9 (58.8)                        | 16.5 (61.7)                        | 19.5 (67.1)                        | 17.7 (63.9)                        | 18.0 (64.4)                        | 18.6 (65.5)                        | 17.0 (62.6)                        | 16.4 (61.5)                        | 11.4 (52.5)                        | 10.3 (50.5)                        | 9.3 (48.7)                         |
| Lượng Giáng thủy trung bình mm (inches)  | 1.3 (0.05)                         | 3.6 (0.14)                         | 18.6 (0.73)                        | 68.3 (2.69)                        | 118.8 (4.68)                       | 177.4 (6.98)                       | 176.0 (6.93)                       | 192.3 (7.57)                       | 179.4 (7.06)                       | 123.8 (4.87)                       | 14.9 (0.59)                        | 0.1 (0.00)                         | 1.074,5 (42.30)                    |
| Số ngày giáng thủy trung bình (≥ 0.1 mm) | 0.2                                | 0.3                                | 3.4                                | 6.3                                | 11.4                               | 12.7                               | 15.9                               | 15.5                               | 23.7                               | 11.2                               | 1.7                                | 0.1                                | 102.4                              |
| Độ ẩm tương đối trung bình (%)           | 29                                 | 26                                 | 35                                 | 48                                 | 62                                 | 71                                 | 76                                 | 77                                 | 74                                 | 69                                 | 48                                 | 35                                 | 54                                 |
| Số giờ nắng trung bình tháng             | 288.3                              | 246.4                              | 229.4                              | 228.0                              | 220.1                              | 204.0                              | 182.9                              | 192.2                              | 204.0                              | 223.2                              | 264.0                              | 294.5                              | 2.777                              |
| Số giờ nắng trung bình ngày              | 9.3                                | 8.8                                | 7.4                                | 7.6                                | 7.1                                | 6.8                                | 5.9                                | 6.2                                | 6.8                                | 7.2                                | 8.8                                | 9.5                                | 7.6                                |
| Phần trăm nắng có thể                    | 79                                 | 74                                 | 62                                 | 61                                 | 60                                 | 54                                 | 47                                 | 50                                 | 56                                 | 60                                 | 75                                 | 82                                 | 63                                 |
| Nguồn: NOAA                              |                                    |                                    |                                    |                                    |                                    |                                    |                                    |                                    |                                    |                                    |                                    |                                    |                                    |

## Kinh tế

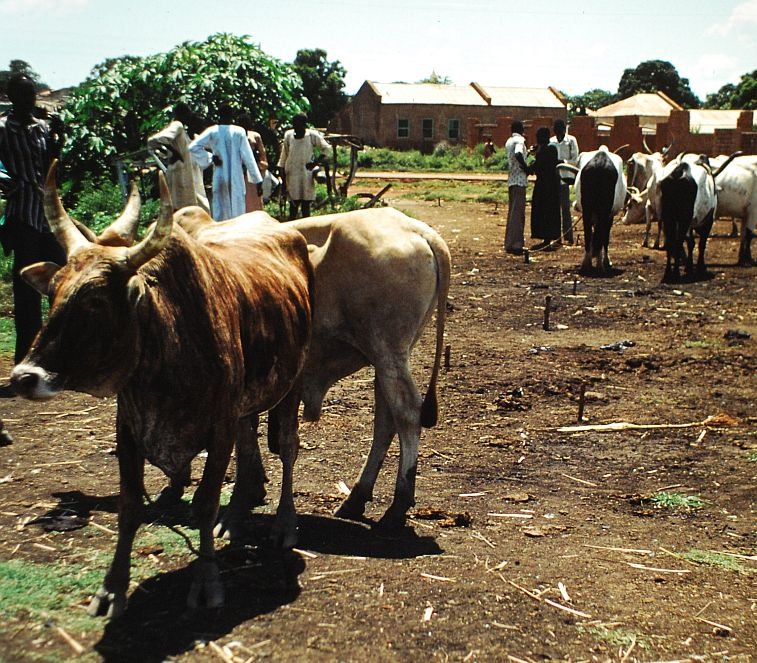
Chợ gia súc Wau vào năm 2008

Wau đóng vai trò là trung tâm giao thương giữa ba khu vực Darfur, Bahr el Ghazal và Equatoria.
Thành phố có các chi nhánh của Ngân hàng Thương mại Buffalo, Ngân hàng Cổ phần Hữu hạn Nam Sudan, Ngân hàng Ivory và Ngân hàng Thương mại Kenya.

## Giao thông
Wau có một sân bay và ga tàu hỏa. Có 5 con đường chính đi khỏi thành phố:
- B38-Bắc dẫn đến Gogrial
- B43-Nam dẫn đến Tonj
- A44-Nam dẫn đến Tumbura
- B41-Tây dẫn đến Raga
- B43-Bắc dẫn đến Aweil

## Giáo dục
Đô thị này có Đại học Bahr El-Ghazal, một cơ sở của Đại học Công giáo Nam Sudan và nhiều trường tiểu học.

## Người nổi tiếng
- Thon Maker – cầu thủ bóng rổ
- Gabriel Zubeir Wako – Hồng y
- Alek Wek – người mẫu, nhà thiết kế
- Joseph Ukel – chính trị gia
- Luol Deng – cầu thủ bóng rổ